# Château du Veuillin
Le château du Veuillin est un édifice situé à Apremont-sur-Allier, en France.

## Localisation
Le château est situé sur le territoire de la commune d'Apremont-sur-Allier, à environ 3 km au nord du village, desservi depuis la RD 45, à 460m de la rive gauche de l'Allier et au sud de la ligne de Vierzon à Saincaize, à l'ouest du viaduc du Guétin, dans le département du Cher, en région Centre-Val de Loire. Le GR 654 l'approche, 

## Description
Le château du Veuillin est une ancienne maison forte du XVe siècle, elle fut agrandie au XVIIIe siècle avant d'être transformée au XIXe siècle, pour accompagner la création du parc par le paysagiste Paul de Lavenne de Choulot.

## Historique
Le parc du château est inscrit aux monuments historiques par arrêté du 18 mars 2014.